# Willibald Borowietz
Willibald Borowietz (Ratibor, 1893. szeptember 17. – Clinton, 1945. július 1.) német katona, non-fiction író és író. A porosz tiszt elnyerte a Vaskereszt Lovagkeresztjének tölgyfalombokkal díszített változatát is. Mikor a Német Afrika-hadtestet elfogták a szövetségesek, ő is fogságba került. Az egyesült államokbeli Camp Clintonban tartották fogva, végül öngyilkos lett úgy, hogy fürdés közben áramot vezetett testébe. Halálának okát eredetileg agyvérzésnek hitték.